# كريستيان هارتمان (أستاذ جامعي)
كريستيان هارتمان (بالألمانية: Christian Hartmann)‏ هو مؤرخ العصر الحديث ‏ ومؤرخ عسكري ألماني، ولد في 15 أبريل 1959 في هايدلبرغ في ألمانيا.

## وصلات خارجية
- كريستيان هارتمان على موقع IMDb (الإنجليزية)